# Ларрі Ненс
Ларрі Доннелл Ненс (старший) (англ. Larry Donnell Nance Sr.; нар. 12 лютого 1959, Андерсон, Південна Кароліна, США) — американський професіональний баскетболіст, що грав на позиції важкого форварда за декілька команд НБА. Батько баскетболіста Ларрі Ненса (молодшого).

## Ігрова кар'єра
На університетському рівні грав за команду Клемсон (1977—1981).
1981 року був обраний у першому раунді драфту НБА під загальним 20-м номером командою «Фінікс Санз». Захищав кольори команди з Фінікса протягом наступних 7 сезонів. 1984 року став переможцем першого в історії Конкурсу слем-данків. 1985 року вперше взяв участь у матчі всіх зірок НБА. Найвдалішим сезоном у майці «Санз» став для нього 1986—1987, коли він набирав 22,5 очка за гру.
Другою і останньою ж командою в кар'єрі гравця стала «Клівленд Кавальєрс», до складу якої він приєднався 1988 року і за яку відіграв 6 сезонів. 1989 та 1993 року брав участь у матчах всіх зірок.

## Статистика виступів в НБА

### Регулярний сезон
| Сезон              | Команда              | GP  | GS  | MPG  | FG%  | 3P%   | FT%  | RPG | APG | SPG | BPG | PPG  |
| ------------------ | -------------------- | --- | --- | ---- | ---- | ----- | ---- | --- | --- | --- | --- | ---- |
| 1981–82            | «Фінікс Санз»        | 80  | 0   | 14.8 | .521 | .000  | .641 | 3.2 | 1.0 | .5  | .9  | 6.6  |
| 1982–83            | «Фінікс Санз»        | 82  | 82  | 35.5 | .550 | .333  | .672 | 8.7 | 2.4 | 1.2 | 2.6 | 16.7 |
| 1983–84            | «Фінікс Санз»        | 82  | 82  | 35.4 | .576 | .000  | .707 | 8.3 | 2.6 | 1.0 | 2.1 | 17.7 |
| 1984–85            | «Фінікс Санз»        | 61  | 55  | 36.1 | .587 | .500  | .709 | 8.8 | 2.6 | 1.4 | 1.7 | 19.9 |
| 1985–86            | «Фінікс Санз»        | 73  | 69  | 34.0 | .581 | .000  | .698 | 8.5 | 3.3 | 1.0 | 1.8 | 20.2 |
| 1986–87            | «Фінікс Санз»        | 69  | 67  | 37.2 | .551 | .200  | .773 | 8.7 | 3.4 | 1.2 | 2.1 | 22.5 |
| 1987–88            | «Фінікс Санз»        | 40  | 34  | 36.9 | .531 | .400  | .751 | 9.9 | 3.1 | 1.1 | 2.4 | 21.1 |
| 1987–88            | «Клівленд Кавальєрс» | 27  | 26  | 33.6 | .526 | .000  | .830 | 7.9 | 3.1 | .7  | 2.3 | 16.2 |
| 1988–89            | «Клівленд Кавальєрс» | 73  | 72  | 34.6 | .539 | .000  | .799 | 8.0 | 2.2 | .8  | 2.8 | 17.2 |
| 1989–90            | «Клівленд Кавальєрс» | 62  | 53  | 33.3 | .511 | 1.000 | .778 | 8.3 | 2.6 | .9  | 2.0 | 16.3 |
| 1990–91            | «Клівленд Кавальєрс» | 80  | 78  | 36.6 | .524 | .250  | .803 | 8.6 | 3.0 | .8  | 2.5 | 19.2 |
| 1991–92            | «Клівленд Кавальєрс» | 81  | 81  | 35.6 | .539 | .000  | .822 | 8.3 | 2.9 | 1.0 | 3.0 | 17.0 |
| 1992–93            | «Клівленд Кавальєрс» | 77  | 77  | 35.8 | .549 | .000  | .818 | 8.7 | 2.9 | .7  | 2.6 | 16.5 |
| 1993–94            | «Клівленд Кавальєрс» | 33  | 19  | 27.5 | .487 | .000  | .753 | 6.9 | 1.5 | .8  | 1.7 | 11.2 |
| Усього за кар'єру  | Усього за кар'єру    | 920 | 795 | 33.4 | .546 | .145  | .755 | 8.0 | 2.6 | .9  | 2.2 | 17.1 |
| В іграх усіх зірок | В іграх усіх зірок   | 3   | 0   | 14.7 | .714 | .000  | .750 | 4.7 | .7  | .7  | 1.3 | 11.0 |

### Плей-оф
| Сезон             | Команда              | GP | GS | MPG  | FG%  | 3P%  | FT%  | RPG | APG | SPG | BPG | PPG  |
| ----------------- | -------------------- | -- | -- | ---- | ---- | ---- | ---- | --- | --- | --- | --- | ---- |
| 1982              | «Фінікс Санз»        | 7  | 0  | 18.3 | .610 | .000 | .500 | 4.6 | 1.0 | 1.4 | 1.6 | 7.7  |
| 1983              | «Фінікс Санз»        | 3  | 0  | 34.3 | .400 | .000 | .800 | 8.3 | 1.0 | 1.0 | 2.0 | 12.0 |
| 1984              | «Фінікс Санз»        | 17 | 0  | 37.2 | .590 | .000 | .671 | 8.7 | 2.4 | .9  | 2.0 | 16.9 |
| 1988              | «Клівленд Кавальєрс» | 5  | 5  | 40.0 | .531 | .000 | .889 | 7.2 | 3.6 | .4  | 2.2 | 16.8 |
| 1989              | «Клівленд Кавальєрс» | 5  | 5  | 39.0 | .551 | .000 | .656 | 7.8 | 3.2 | .6  | 2.4 | 19.4 |
| 1990              | «Клівленд Кавальєрс» | 5  | 5  | 31.8 | .578 | .000 | .750 | 4.8 | 2.4 | .6  | 2.0 | 12.2 |
| 1992              | «Клівленд Кавальєрс» | 17 | 17 | 40.1 | .494 | .000 | .829 | 9.2 | 2.5 | .8  | 2.7 | 18.0 |
| 1993              | «Клівленд Кавальєрс» | 9  | 9  | 36.6 | .565 | .000 | .767 | 8.2 | 2.3 | .9  | 1.6 | 26.2 |
| Усього за кар'єру | Усього за кар'єру    | 68 | 41 | 35.7 | .541 | .000 | .742 | 7.9 | 2.4 | .9  | 2.1 | 15.7 |